# Région métropolitaine de Hambourg

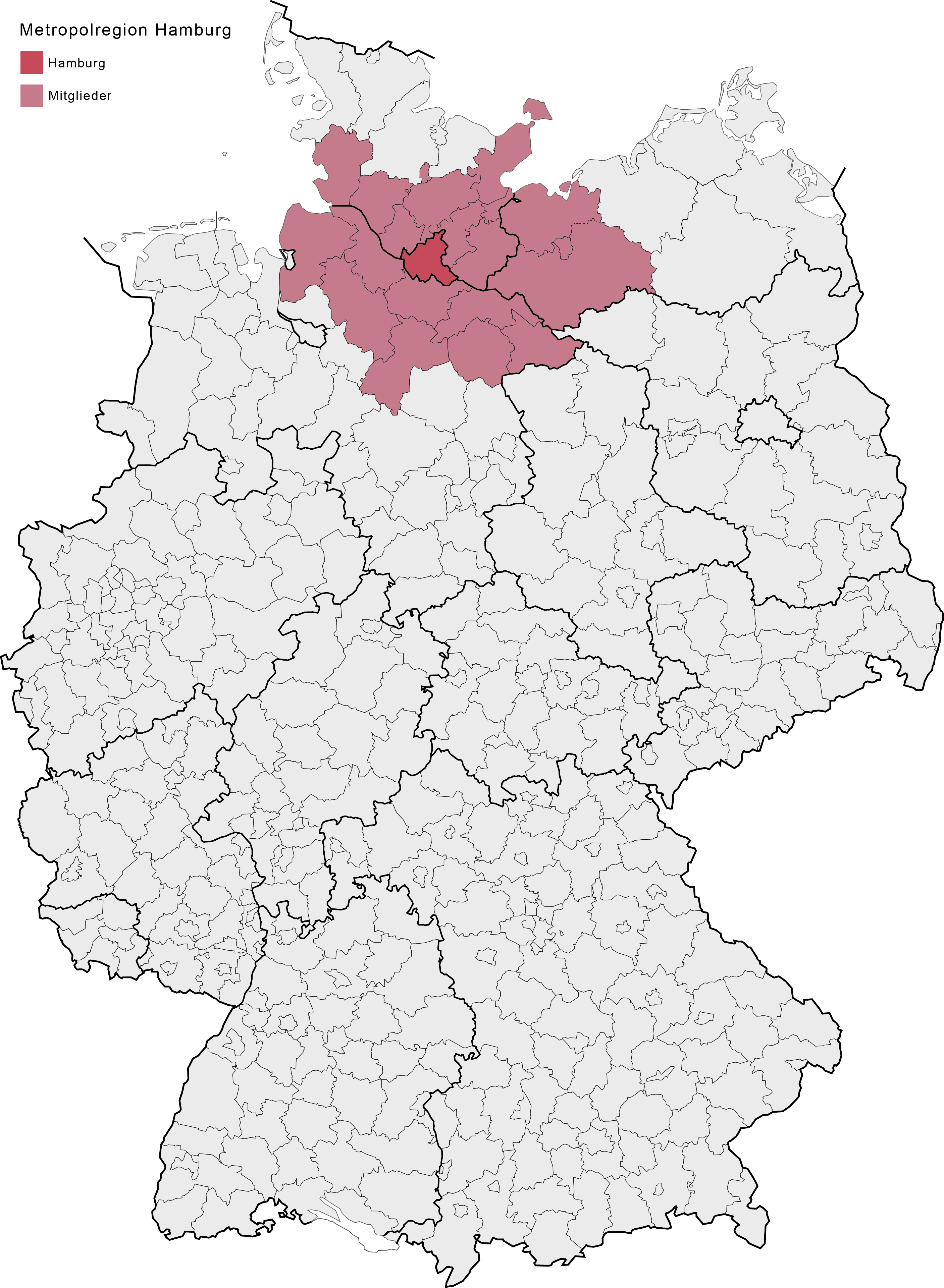
Carte de la région métropolitaine de Hambourg.

La Région métropolitaine de Hambourg est une aire urbaine située dans les régions de Schleswig-Holstein et de la Basse-Saxe.
La région métropolitaine de Hambourg regroupe huit districts ruraux de la Basse-Saxe et six districts du Schleswig-Holstein, plus  la ville de Hambourg.
La superficie de cette région métropolitaine est d'environ 19 800 km2 avec une population qui s'élève à 4,3 millions d'habitants, soit une densité de 216 hab./km2.
Le 1er janvier 2006, le bureau de la région métropolitaine de Hambourg a ouvert, comme convenu par un traité d'État de coopération (Staatsvertrag über Zusammenarbeit) entre Hambourg, la Basse-Saxe et le Schleswig-Holstein.

## Composition

### Basse-Saxe
- Arrondissement de Cuxhaven
- Arrondissement de Harburg
- Arrondissement de la Lande
- Arrondissement de Lüchow-Dannenberg
- Arrondissement de Lunebourg
- Arrondissement de Rotenburg
- Arrondissement de Stade
- Arrondissement d'Uelzen

### Schleswig-Holstein
- Arrondissement de Dithmarse
- Arrondissement de Lauenburg
- Arrondissement de Pinneberg
- Arrondissement de Segeberg
- Arrondissement de Steinburg
- Arrondissement de Stormarn

### Hambourg
- Hambourg